# Microbisium fagetum
Espèce
Microbisium fagetum est une espèce de pseudoscorpions de la famille des Neobisiidae.

## Distribution
Cette espèce est endémique de Roumanie. Elle se rencontre dans le massif Repedea.

## Publication originale
- Cîrdei, Bulimar & Malcoci, 1967 : Contributii la studiul pseudoscorpionidelor (ord. Pseudoscorpionidea) din Moldova (Masivul Repedea). Anale Stiintifice, Universitatii 'Al I Cuza' (Series Noua) (2) Biol, vol. 13, p. 237-242.